# Guilherme Marcião
Guilherme Marcião da Costa (Manaus, 30 de dezembro de 1991) é um paramesatenista brasileiro, multicampeão brasileiro e medalhista em diversas competições internacionais como as Paralímpiadas e o Parapan.

## Carreira
Guilherme Costa descobriu o tênis de mesa paralímpico em 2006, quando fazia as sessões de fisioterapia após o acidente que o deixou tetraplégico no Hospital Sarah Kubistsckek, em Brasília. Em 2007, se mudou para São Paulo, onde passou a treinar com a Seleção Brasileira de Tênis de Mesa no Centro Paralímpico Brasileiro. Apesar disso, ele ainda representa o estado do Amazonas em competições com a Associação Lassalista de Manaus.
Desde 2011 está no topo do ranking brasileiro da Classe 2 do Tênis de Mesa. Foi Octacampeão Brasileiro de Tênis de Mesa na Classe 2, tendo ganho em 2011, 2013, 2014, 2015 e 2016, 2017, 2018 e 2019 e sendo vice em 2012. Também ganhou várias Copas Brasil.
 

Na única edição dos Jogos Para-Sul-americanos, Santiago 2014, levou um ouro na Classe 1-3. Nos Jogos Parapan-americanos, levou um ouro em Toronto 2015 e um bronze em Lima 2019. Conquistou a medalha de bronze nos Jogos Paralímpicos de Verão de 2016 no Rio de Janeiro, representando seu país na categoria classes 1-2 por equipes masculino.